# Macarena Achaga
Macarena Achaga Figueroa (phát âm tiếng Tây Ban Nha: [makaˈɾena aˈtʃaɣa]; sinh ngày 5 tháng 3 năm 1992 tại Mar del Plata, Argentina) được biết đến với tên gọi chuyên nghiệp là Macarena Achaga, là một người mẫu, diễn viên, ca sĩ và người dẫn chương trình truyền hình người Argentina. Năm 2012, cô ra mắt với tư cách là một nữ diễn viên trong bộ phim truyền hình Mexico Miss XV và là thành viên của nhóm nhạc pop Mexico-Argentina, Eme 15, từ 2011 đến 2014.

## Tuổi thơ
Macarena Achaga Figueroa được sinh ra ở Mar del Plata, Argentina. Bố mẹ cô là kiến trúc sư. Cô là con lớn nhất và có một em trai tên là Santiago, nhỏ hơn cô tám tuổi. Năm 15 tuổi, Achaga bắt đầu sự nghiệp của mình với tư cách là một người mẫu, đi năm giờ mỗi tuần bằng xe buýt từ Mar del Plata đến Buenos Aires để tìm việc làm. Cô đã ký hợp đồng với Quản lý người mẫu màu hồng ở Buenos Aires. Cuối cùng, cô đã ký hợp đồng với Mulittalient Agency, cũng ở Buenos Aires. Năm 18 tuổi, cô chuyển đến Buenos Aires để tiếp tục theo đuổi sự nghiệp người mẫu.

## Sự nghiệp người mẫu
Achaga bắt đầu sự nghiệp của mình ở tuổi 15 với tư cách là một người mẫu in tại quê hương Argentina với Công ty quản lý người mẫu Hồng có trụ sở tại Buenos Aires. Cô đã làm người mẫu cho nhiều thương hiệu quần áo Argentina khác nhau như Sweet Victorians, Doll Fins và Muaaa. Sau đó, cô đã ký hợp đồng làm người mẫu cho Cơ quan đa quốc gia tại Buenos Aires, Argentina. Là một người mẫu thương mại và thời trang, Achaga đã xuất hiện trong hàng chục tác phẩm in ấn và chiến dịch. Cô xuất hiện trong một quảng cáo cho cookie Marinela vào năm 2010. Cô cũng xuất hiện trên các tạp chí bao gồm, ParaTeens và Código Teen. Achaga xuất hiện trên trang bìa của tạp chí Joy và Para Ti vào năm 2011. Năm 18 tuổi, cô làm việc trong thời gian ngắn ở Mexico và Pháp với công việc người mẫu. Vào tháng 8 năm 2009, cô đã làm biên tập viên cho Cosmopolitan Argentina và xuất hiện trong chiến dịch in Xuân / Hè 2012 cho túi xách thương hiệu CLOĒ ở Mexico. Vào tháng 8 năm 2011 và 2013, cô đã xuất hiện trong một bài xã luận của tạp chí InStyle Mexico.
Vào tháng 10 năm 2013, cô đã xuất hiện trong một chiến dịch quảng cáo nhận thức về bệnh ung thư vú ở Mexico cho túi xách Tommy Hilfiger. Cô cũng xuất hiện trong một quảng cáo sê -ri web nhỏ cho Nescafé Dolce Cafe, quảng bá thương hiệu cùng với G Rum Girl: Acapulco ở Mexico. Achaga xuất hiện trên trang bìa và trong một buổi biên tập mẫu váy cô dâu cho phiên bản "Novias" đặc biệt của tạp chí Hola vào tháng 11 năm 2014.
Vào tháng 10 năm 2015, Achaga và nam diễn viên Gonzalo Garcia Vivanco xuất hiện trong một chiến dịch quảng cáo mùa thu cho Banana Republic ở Mexico.

## Sự nghiệp truyền hình

### Sự nghiệp ban đầu
Công việc truyền hình đầu tiên của Achaga là đồng MC dẫn chương tình phiên bản Argentina của chương trình âm nhạc MTV Mỹ Latinh Los 10+ Pedidos với Gabo Ramos vào năm 2010. Cô rời khỏi chương trình vào năm 2011, sau khi tham gia casting trong bộ phim truyền hình Nickelodeon Latin America và Canal 5 Miss XV.

### 2011-2013
Achaga tiếp tục làm việc như một người mẫu ở Mexico trong suốt năm 2011. Vào tháng 6 năm 2011, cô ở Mexico City tham dự hội thảo tại Televisa San Ángel, nơi cô được nhà sản xuất, Pedro Damián phát hiện trong quán ăn. Damián đã mời cô đến thử vai cho Miss XV, bộ phim truyền hình âm nhạc định hướng tuổi teen mới của kênh. Achaga là một trong tám nữ diễn viên được xem xét trong các vai diễn cuối cùng cho vai phản diện "Leonora". Vào tháng 8 năm 2011, Achaga được xác nhận là nhân vật phản diện nữ, "Leonora Martínez" của phim Miss XV. Achaga là diễn viên người Argentina duy nhất trong đoàn. Việc quay phim cho loạt phim truyền hình trên đòi hỏi Achaga phải di chuyển vĩnh viễn đến Thành phố Mexico, với việc sản xuất trong chương trình kéo dài từ tháng 10 năm 2011 đến tháng 6 năm 2012. Chương trình được công chiếu trên kênh Nickelodeon Mỹ Latinh vào ngày 16 tháng 4 năm 2012. Trên kênh 5, chương trình bắt đầu phát sóng vào ngày 14 tháng 5 năm 2012 tại vùng châu Mỹ Latinh. Mặc dù thành công ở Mexico, chương trình không được làm tiếp mùa thứ hai.